# Moral Majority

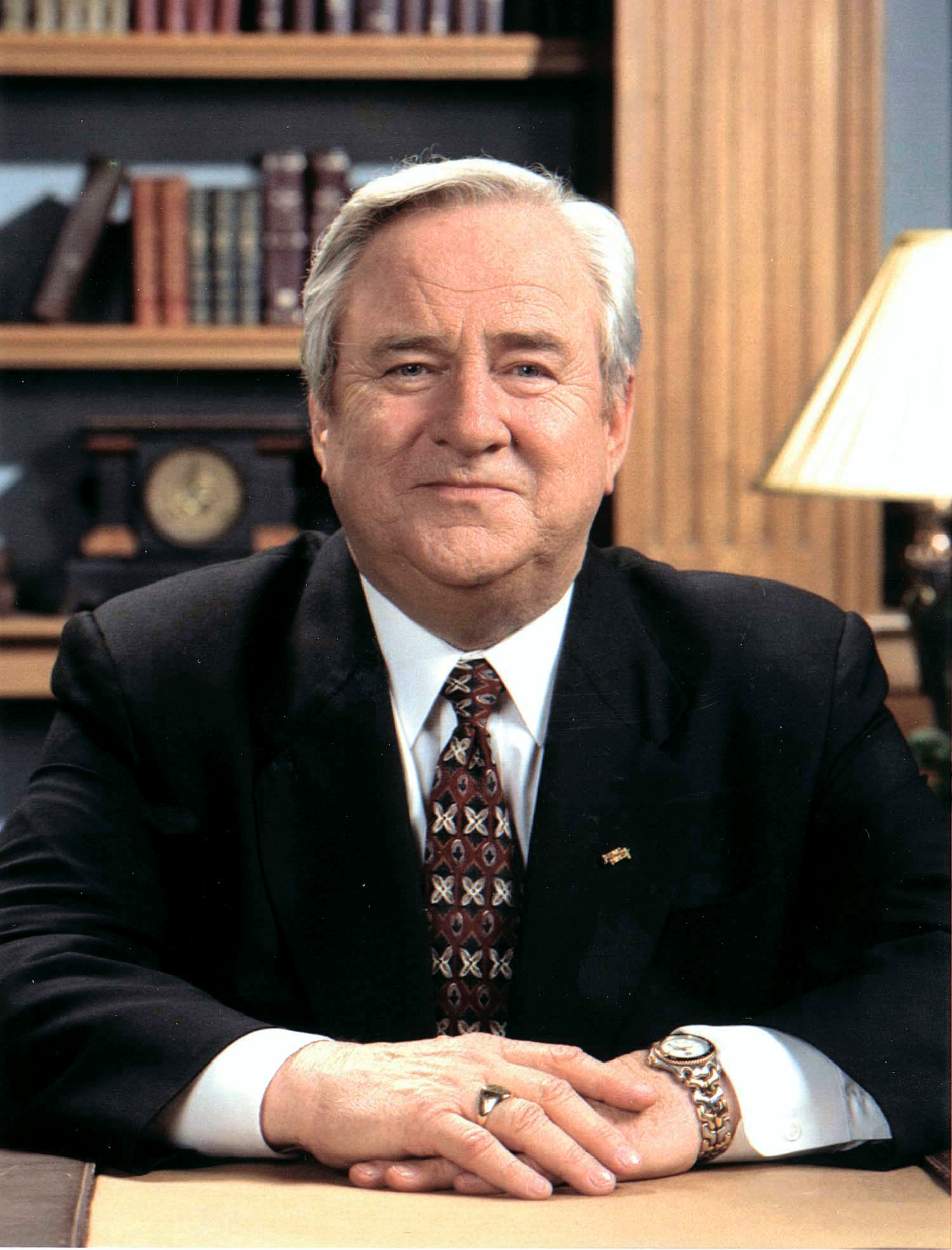
Jerry Falwell.

Moral Majority (« Majorité morale ») est une ancienne organisation politique fondamentaliste des États-Unis dont le but était de faire du lobbying pour des actions politiques favorables aux groupes évangéliques et plus largement, chrétiens. Elle a été fondée en 1979 et dissoute en 1989.

## Histoire

### Avant la fondation
Les origines de Moral Majority sont à trouver en 1976, quand Jerry Falwell se lance dans une série rassemblements « I Love America » (« J'aime l'Amérique ») à travers tout le pays pour sensibiliser les gens à des questions sociales qui importent à Falwell. Ces rassemblements sont une conséquence de la décision de Falwell de lutter contre le principe baptiste traditionnel de la séparation de la religion et de la politique, un changement de sentiment dont Falwell dit qu'il lui est venu de sa perception du déclin de la moralité dans le pays. En organisant ces rassemblements, Falwell est en situation d'évaluer le soutien national pour une organisation officielle et aussi, de conforter sa position comme possible leader. S'étant déjà bien positionné parmi les télévangélistes les plus en vue, Falwell obtient en quelques années des conditions favorables pour fonder la Moral Majority.
La création officielle de Moral Majority est la conséquence d'une lutte pour le contrôle d'une association conservatrice américaine de défense des droits des chrétiens dénommée Christian Voice (en) (« la Voix des Chrétiens ») courant 1978. Lors d'une conférence de presse du fondateur de Christian Voice, Robert Grant (en), celui-ci déclare que la droite chrétienne était « une farce [...] dirigée par trois catholiques et un juif. », Paul Weyrich (en), Terry Dolan et Richard Viguerie (en) (les catholiques) et Howard Phillips (le juif) quittent alors Christian Voice. Lors d'une réunion de 1979, ils pressent le télévangéliste Jerry Falwell de fonder Moral Majority, selon un terme avancé par Weyrich. Ce sont aussi les débuts de la « nouvelle droite chrétienne (en) » (New Christian Right),.

### Création et activités structurelles
Jerry Falwell fonde Moral Majority durant l'été 1979, en tant qu'organisation fondamentaliste de la Droite chrétienne essentiellement basée dans le Sud des États-Unis (la « Bible Belt »). Cependant ses activités politiques s'étendent au-delà des États du Sud et elle dispose en 1980 d'une section locale dans 18 États. Les ressources diverses dont l'organisation dispose au moment de sa création, grâce notamment au fichier d'adresses de l'émission Old Time Gospel Hour de Falwell, facilitent sa rapide expansion. En outre, Moral Majority prend le contrôle de la publication Journal Champion (liée à The Old Time Gospel Hour) qui était distribuée lors des réunions de récolte de dons. Falwell était le porte-parole de l'organisation le plus connu durant les années 1980. En 1982, Moral Majority dépassait Christian Voice en taille et en influence.
Le siège de Moral Majority était sis à Lynchburg (Virginie), la ville même où Falwell était le chef de file de la plus importante Église baptiste indépendante, la Thomas Road Baptist Church (en). La Virginie a été un base primordiale pour l'établissement des organisations de la Droite chrétienne, c'est dans ce même État que la Christian Coalition of America installa initialement son siège, en 1989. Falwell était à la tête de Moral Majority et contrôlait un Conseil consultatif qui constituait la direction principale de l'organisation. Cette direction est composée majoritairement des pairs de Falwell dans la Baptist Bible Fellowship International. Falwell insista pour que la direction de Moral Majority comporte aussi des catholiques et des juifs, bien que cela ne fit pas l'unanimité parmi les membres de la direction.